# كايل بروفلوفسكي
كايل بروفلوفسكي (بالإنجليزية: Kyle Broflovski)‏ أحد شخصيات مسلسل ساوث بارك الرئيسية. المؤدي الصوتي للشخصية هو مات ستون الذي يقول أنه يشبهه الي حد كبير عندما كان صغيرا. ويتميز ببعض العبارات مثل ((You Bastard(s) وتكون موجهه للمسؤول عن مقتل كيني ماكورميك ويقولها عادة بعد جملة ستان مارش (Oh my God,you/he/she/they/we killed Kenny). كايل يهودي الديانة، مما يجعله دائما مثار سخرية إريك كارتمان الذي يتعمد ذكر هذه الحقيقة طوال الوقت.
كايل هو الأذكى والأفضل خلقيا بين زملائه. صديقة المقرب هو ستان مارش.

## أسرته
والدة كايل شيلا بروفلوفسكي امراة محافظة جدا وهي من أشعلت الحرب بين أمريكا وكندا في ساوث بارك-الفيلم وتخاف على أبنائها جدا لدرجة اصطناع مشاكل لأتفه الأسباب. والد كايل وهو جيرالد بروفلوفسكي وهو محام يكسب جيدا ويحاول أن يتغاضي عن تصرفات زوجته المبالغة وأن كان يخضع لها في بعض الأحيان.
لكايل أخ أصغر بالتبني هو ايك وهو طفل كندي الأصل ولم يعرف كايل أنه بالتبني الا في الموسم الثاني.

## روابط خارجية
- كايل بروفلوفسكي على موقع ميوزك برينز (الإنجليزية)
- كايل بروفلوفسكي على موقع أول ميوزيك (الإنجليزية)
- كايل بروفلوفسكي على موقع ديسكوغز (الإنجليزية)